# Amite County
Amite County is een county in de Amerikaanse staat Mississippi.
De county heeft een landoppervlakte van 1.890 km² en telt 13.599 inwoners (volkstelling 2000). De hoofdplaats is Liberty.

## Bevolkingsontwikkeling

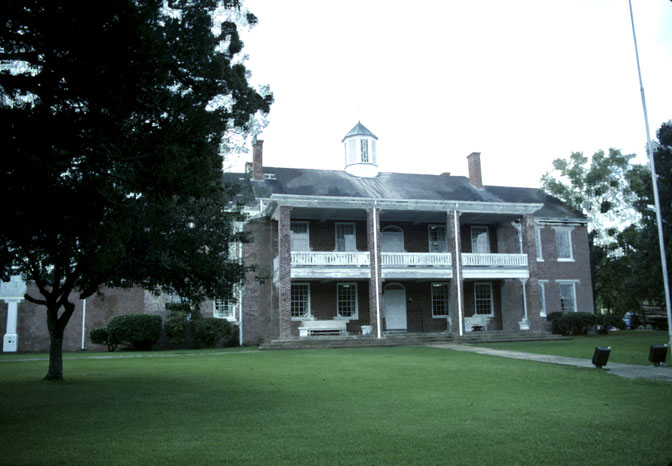
Amte County Courthouse